# بدن (مركبات مائية)

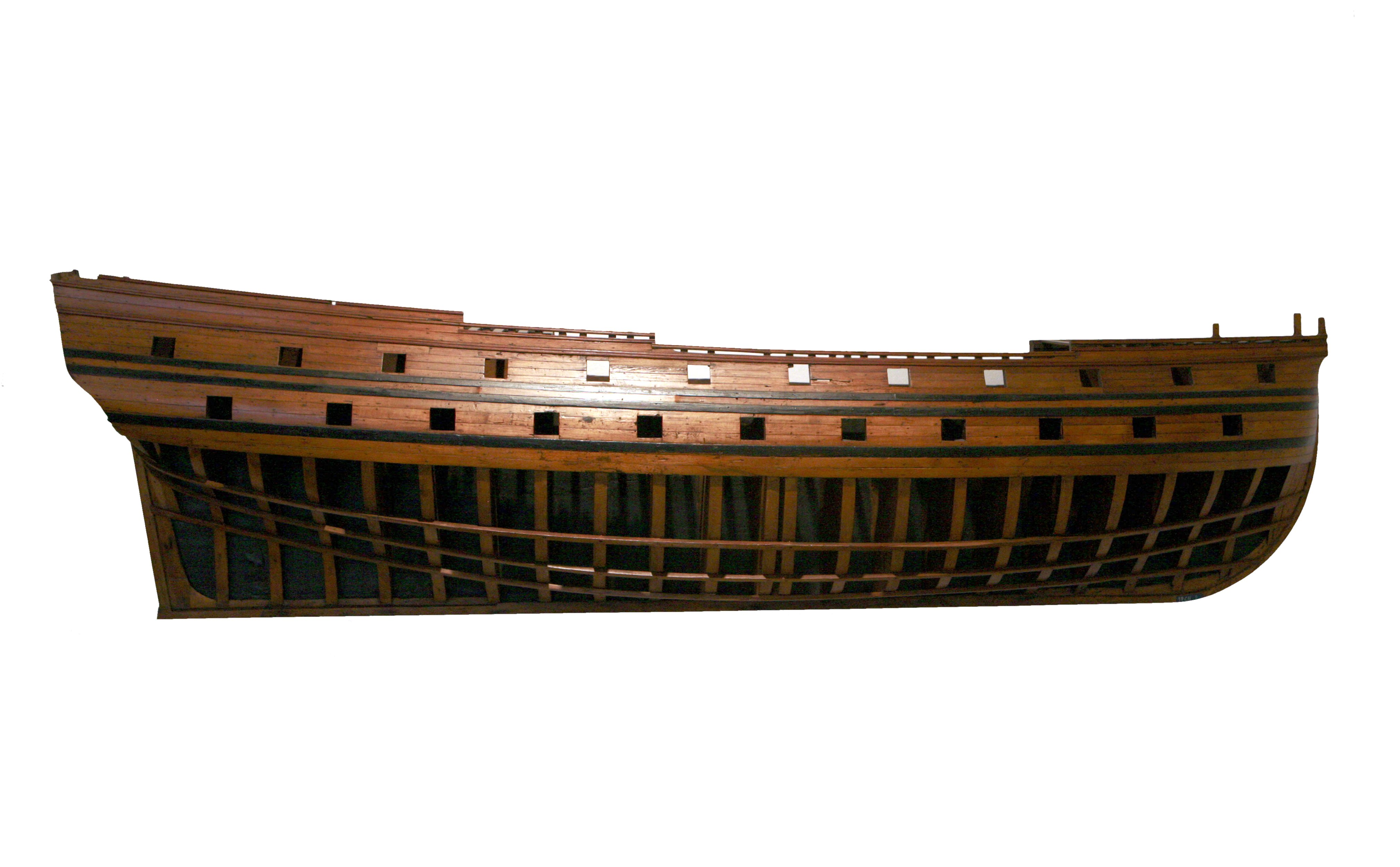

البدن هو الجسم المحكم (المقاوم للماء) لسفينة أو لقارب. الخط الذي يلتقي فيه البدن بسطح الماء يسمى الخط المائي .

## الملامح العامة
هناك مجموعة واسعة من أنواع البدن التي تم اختيارها لمدى ملاءمتها للاستخدامات المختلفة، حيث يعتمد شكل البدن على احتياجات التصميم. يتم اختيار الشكل لتحقيق التوازن بين التكلفة ، والاعتبارات الهيدروستاتيكية (الإقامة وتحمل الحمولة والاستقرار) ، والهندسة المائية (السرعة، ومتطلبات الطاقة، والحركة والسلوك في الممر البحري) والاعتبارات الخاصة لدور السفينة، مثل يكون الجزء السفلي في كاسحات الجليد مثل القوس المستدير أو مستقيم فيزورق الإنزال (يهدف الجزء المستقيم اسفل زورق الإنزال لتمكين القارب من الصعود لليابسة).